# Hywel Lloyd
Hywel Lloyd (ur. 14 marca 1985 roku) – brytyjski kierowca wyścigowy.

## Kariera
Lloyd rozpoczął karierę w jednomiejscowych samochodach wyścigowych w 2006 roku w edycji zimowej Brytyjskiej Formuły Renault. Jeżdżąc w brytyjskiej ekipie CF Racing wystartował w 4 wyścigach. Z dorobkiem 31 punktów uplasował się na piętnastej pozycji w klasyfikacji generalnej. W tym samym roku wystartował także w Brytyjskiej Formule Renault oraz w Brytyjskiej Formule Renault BARC. W edycji BARC stanął raz na podium. Uzbierane 57 punktów dało mu tam piąte miejsce w końcowej klasyfikacji kierowców. W edycji brytyjskiej był 34. W 2007 roku, zarówno w edycji zimowej, jak i w głównej serii Brytyjskiej Formuły Renault BARC zdobył tytuły mistrzowskie. W 2008 roku Brytyjczyk dołączył do stawki Brytyjskiej Formule 3, gdzie w pierwszym sezonie startów stanął na najniższym stopniu podium klasyfikacji klasy narodowej. Poza tym Lloyd pojawiał się także w stawce Grand Prix Makau Formuły 3, Masters of Formula 3 oraz Superleague Formula.